# ミシシッピ (蒸気フリゲート)
初代ミシシッピ号（USS Mississippi）は、米国海軍の蒸気外輪フリゲート艦である。名前はミシシッピ川に由来する。マシュー・ペリー代将の個人的な監督の下、フィラデルフィア海軍工廠で起工。1841年12月に就役した。嘉永6年（1853年）のペリーの日本来航の際の四隻の黒船の1隻。

## 艦歴

### 米墨戦争
米国本国艦隊に数年間配属され、「蒸気海軍」の設立のための重要な実験を行った後、ミシシッピは1845年にペリー代将の西インド艦隊の旗艦となった。米墨戦争中アルバラード（Alvarado）、タンピコ、パヌーコ（Pánuco）、ラグナ・デ・テルミノス（Laguna de Términos）への遠征作戦に参加し、全て成功した。これにより、メキシコ沿岸部に対する米国のコントロールが強化され、沿岸部の商業活動および軍需品供給を妨害することができた。
ミシシッピは修理のため、1847年1月1日にノーフォークに一旦戻り、修理完了後、本国艦隊の司令官となったペリーを乗せ、3月21日にはベラクルスに到着。海陸協働作戦であるベラクルス包囲戦に参加し、武器と兵員を輸送した他、陸軍と協力し沿岸部および砦の砲撃を行った。メキシコ軍は4日後に降伏した。戦争の残りの期間、ミシシッピは、何度かメキシコ東岸に対する武器・兵員輸送任務に参加し、6月のタバスコ州占領作戦にも参加した。

### 日本開国任務

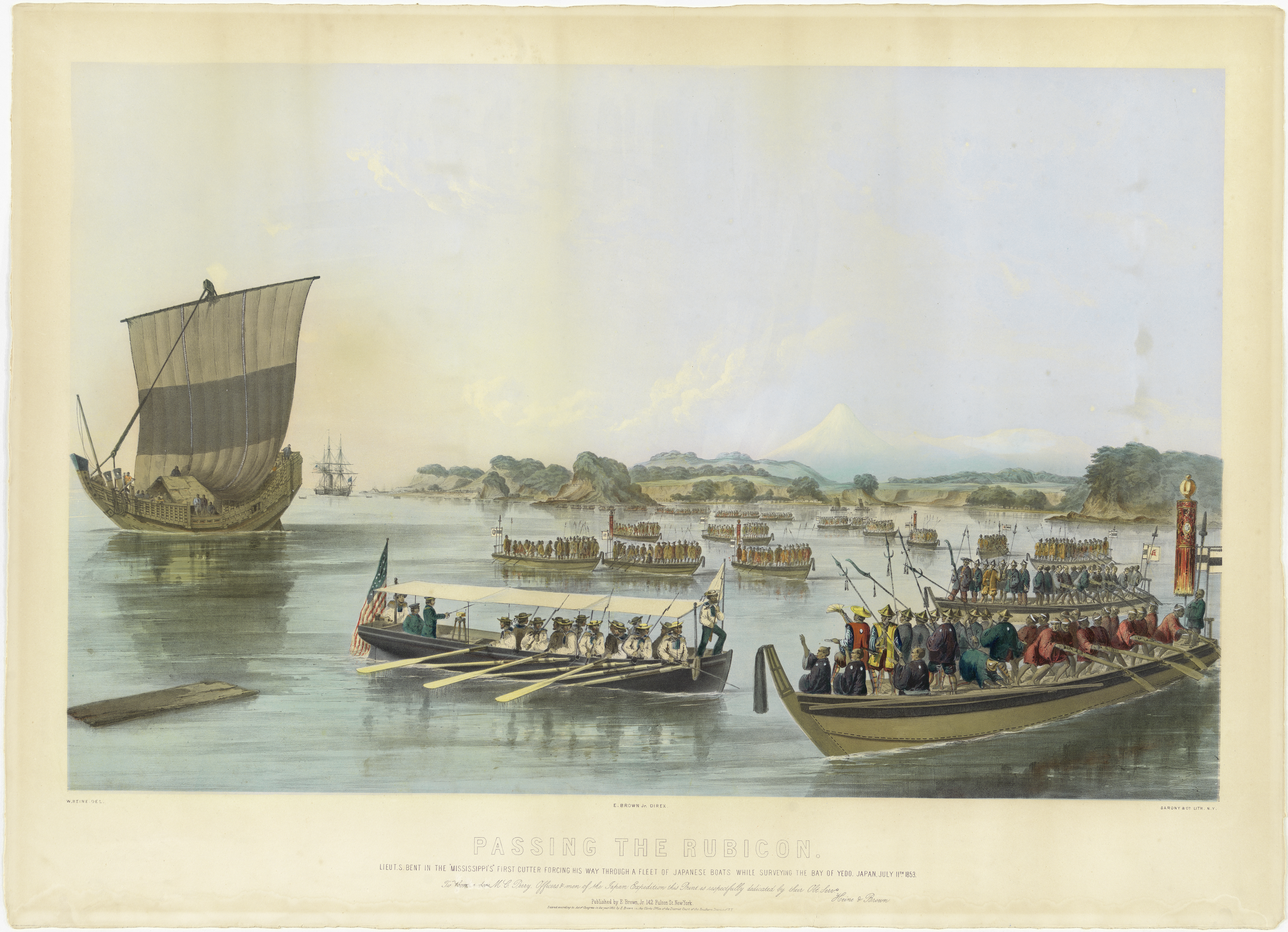
1853年7月、江戸湾を調査するミシシッピ号艦長サイラス・ベント（:en:Silas Bent (naval officer)）一行。

1849年から1851年の間は地中海で任務につき、この間にハンガリーの革命家コシュート・ラヨシュの亡命を手助けしている。その後、ペリーの日本訪問艦隊の旗艦となるべく、米国に戻った。この任務はもともとジョン・オーリックに与えられたものであったが、オーリックが中国で病を得たため、ペリーがその代わりを務めることになったものである。艦隊はハンプトン・ローズを1852年11月24日に出港、マデイラ、喜望峰、香港を経て、1853年5月4日に上海に到着した。ここでミシシッピは旗艦任務をより新しい蒸気外輪フリゲートであるサスケハナに譲っている。艦隊は5月17日に上海を出航し、5月26日に那覇に到着、琉球王国に開国を促す大統領親書を手渡した。6月9日に那覇を出航、6月14日から6月18日にかけて、小笠原諸島を探検した。6月23日に一度琉球へ帰還し、7月2日に日本へ出航した。1853年7月8日（嘉永六年六月三日）に浦賀沖に到着。ペリーは海軍および外交歴上最も困難かつ重要な任務の一つとされる日本開国任務を開始した。フィルモア大統領の親書を幕府に提出後、艦隊は7月17日（六月十二日）に江戸を離れ、香港へ帰った。1854年2月13日（嘉永七年一月十六日）、ミシシッピは旗艦サスケハナ、新たに加わった蒸気外輪フリゲートであるポーハタン、および3隻の帆走艦と共に、再度浦賀に到着した。3月31日（三月三日）、日米和親条約が締結され、さらに6月20日（五月二十五日）に和親条約の細則を定めた下田条約が締結された。艦隊は6月25日（六月一日）に日本を離れた。
ミシシッピは1855年4月23日にニューヨークに戻り、1857年8月19日再び極東に派遣され、上海を基地に急拡大しつつある米国の東洋貿易をサポートした。1859年6月にはジョサイア・タットノール代将の旗艦として、英国及びフランス軍と協力して大沽砲台を攻撃した。2ヵ月後にはアメリカ領事からの要請により、上海の治安回復のため部隊を上陸させている。1860年にはボストンに戻るが、南北戦争の勃発により新たな任務についた。

### 南北戦争
ミシシッピは1861年6月8日にキーウェスト沖に到着し、海上封鎖任務についた。5日後に、コーヒーを満載しリオデジャネイロからニューオーリンズに向かっていたスクーナーを拿捕した。11月27日、ミシシッピ川の北東航路沖で、帆走戦闘スループ・ビンセンスと協力し、同じくコーヒーをリオからニューオーリンズに輸送していた英国のバークを拿捕した。翌年春にはニューオーリンズ攻撃計画のためファラガット艦隊に加わった。数回の試みの後、1862年4月7日に、ミシシッピと僚艦ペンサコーラは南西航路の砂州を突破したが、その時点ではミシシッピ川に進入した最も重い艦船であった。
ファラガットは彼の艦隊をミシシッピ川の上流に向けた。ニューオーリンズを目指す中、4月24日に重要な戦闘がジャクソン要塞（Fort Jackson）とセントフィリップ要塞（Fort Saint Philip ）で発生した。南軍の衝角艦マナサスは艦隊の通過を阻止しようと試みたが、ミシシッピはその強力な左右の2つの外輪の力で、マナッサスを浅瀬に座礁させた。街の運命はこれで決まった。1862年4月28日、ニューオーリンズは陥落した。ミシシッピの喫水線は深すぎるため、軽い艦艇に比べると河川での任務には向いていなかった。このため、翌年はほとんど、ニューオーリンズに留まった。
翌1863年3月、ミシシッピはハドソン港（Port Hudson)に対する作戦のため上流に向かうよう命令され、他の6隻の僚艦とともに出港した。6隻はペアとなって行動したが、ミシシッピは単独で航行していた。1863年3月14日、ハドソン港を守る砦の前を通過しようとしたとき、ミシシッピは座礁してしまった。敵の砲弾が降り注ぐ中、スミス（Melancthon Smith）大佐と副官のジョージ・デューイ（後に、米海軍唯一の大元帥となる）は艦を離礁させるべくあらゆる手段を講じた。しかしながら、機関は破壊され、大砲は沈黙し、南軍による鹵獲を避けるため、ミシシッピは自らに火をつけた。火薬庫に火がまわり、ミシシッピは爆発、沈没した。64名が死亡、224名が他の艦に救助された。